# Emmanuel Ekanem Consider
Emmanuel Ekanem Consider (né le 1er décembre 2004) est un athlète nigérian, spécialiste des épreuves de sprint.

## Biographie
En 2024, il remporte deux médailles lors des Jeux africains d'Accra au Ghana : le bronze sur 200 m et l'or au titre du relais 4 × 100 m.

## Palmarès
| Date | Compétition    | Lieu  | Résultat | Épreuve   | Marque  |
| ---- | -------------- | ----- | -------- | --------- | ------- |
| 2024 | Jeux africains | Accra | 4e       | 100 m     | 10 s 42 |
| 2024 | Jeux africains | Accra | 3e       | 200 m     | 20 s 80 |
| 2024 | Jeux africains | Accra | 1er      | 4 × 100 m | 38 s 41 |

## Records
| Épreuve | Marque  | Lieu  | Date            |
| ------- | ------- | ----- | --------------- |
| 100 m   | 10 s 10 | Lagos | 27 janvier 2024 |
| 200 m   | 20 s 43 | Asaba | 18 février 2024 |